# Hierodula fruhstorferi
Hierodula fruhstorferi es una especie de mantis de la familia Mantidae.

## Distribución geográfica
Se encuentra en Vietnam.